# Nosy Alanana fyr
Nosy Alanana fyr, även Île aux Prunes fyr (franska: Phare de l'Île aux Prunes), är en fyr på den lilla ön Nosy Alanana i Toamasinaprovinsen i östra Madagaskar. Den är 60 meter hög och därmed den högsta fyren i Afrika.
Fyren, som byggdes av betong år 1932, är åttakantig och vitmålad. Översta delen, lanterninen och balkongen är svartmålade. Fyrlyktan  avger tre vita blixtar med fem sekunders mellanrum var 25 sekund. Lysvidden är 23 nautiska mil.
Nosy Alanana ligger omkring 16 kilometer norr om provinshuvudstaden Toamasina och nås endast med båt. Fyrplatsen kan besökas men fyren är stängd för allmänheten.